# Ranunculus multifidus
Ranunculus multifidus Forssk. – gatunek rośliny z rodziny jaskrowatych (Ranunculaceae Juss.). Występuje naturalnie w Afryce oraz na Półwyspie Arabskim. 

## Rozmieszczenie geograficzne
Rośnie naturalnie w Arabii Saudyjskiej, Jemenie, Somalii, Etiopii, Kenii, Ugandzie, Burundi, Rwandzie, Tanzanii, na Madagaskarze, w Mozambiku, Malawi, Zambii, Zimbabwe, Suazi, Republice Południowej Afryki (prowincje KwaZulu-Natal, Wolne Państwo, Gauteng, Mpumalanga, Limpopo, Północno-Zachodnia, Przylądkowa Zachodnia, Przylądkowa Północna i Przylądkowa Wschodnia), Botswanie, Namibii, Angoli, Kamerunie, Nigerii oraz Republice Środkowoafrykańskiej. 

## Morfologia
PokrójBylina o owłosionych pędach. Dorasta do 1 m wysokości.
LiścieSą podwójnie lub potrójnie pierzaste, złożone z segmentów o nieregularnie ząbkowanych brzegach. Są mniej lub bardziej owłosione.
KwiatyDorastają do 12–16 mm średnicy. Mają 5 żółtych płatków o długości 3–7 mm.

## Biologia i ekologia
Rośnie na łąkach i brzegach rzek. Występuje na wysokości do 3600 m n.p.m.